# Laura Ferrés
Laura Ferrés   (Barcelona, 1989) és una directora cinematogràfica catalana.
Graduada per lʼEscola Superior de Cinema i Audiovisuals de Catalunya (ESCAC), el 2018 va ser premiada a la Setmana de la Crítica del Festival de Canes, als Goya i als Gaudí pel seu curt documental «Els desheretats». El 2023, amb el seu primer llargmetratge La imatge permanent, va competir al Festival de Locarno., i va guanyar l'Espiga d’Or a la millor pel·lícula a la Seminci.